# Doktryna realistycznego pokojowego współistnienia z ZSRR
Doktryna realistycznego pokojowego współistnienia z ZSRR – pojawiła się w latach 60. XX wieku. Była wyrazem realistycznej krytyki dotychczasowych doktryn: doktryny powstrzymywania i doktryny wyzwalania. Przesłanką do jej powstania było posiadanie przez oba supermocarstwa- Stany Zjednoczone i Związek Radziecki takiego potencjału militarnego w postaci broni jądrowej i międzykontynentalnych rakiet, że ich ewentualne użycie groziło zagładą ludzkości. Zwolennicy tego podejścia do stosunków międzynarodowych stawiali problem współistnienia lub nieistnienia (coexistence or non-existence). Doktryna ta była praktycznie realizowana przez administrację demokratów prezydenta Kennedy'ego i Johnsona. 